# Metacyclopina improvisa
Metacyclopina improvisa är en kräftdjursart som beskrevs av H.-V. Herbst och Zo 1981. Metacyclopina improvisa ingår i släktet Metacyclopina och familjen Psammocyclopinidae. Inga underarter finns listade i Catalogue of Life.